# Divina creatura
Divina creatura s una pel·lícula italiana de 1975 dirigida per Giuseppe Patroni Griffi, basada en la novel·la La divina fanciulla (1920) de Luciano Zuccoli, amb Laura Antonelli, Terence Stamp i Marcello Mastroianni.

## Trama
A l'alta societat de la Roma dels 20, el duc Daniele de Bagnasco és un dels homes més destacats, brillant i fascinant conqueridor del cor de les dones.
Quan s'enamora de la burgesa Manuela Roderighi, la comparteix i després l'allunya del seu ingenu xicot Martino Ghiondelli. El que hauria de ser una altra efímera aventura es converteix en una passió ardent, posada a prova, però, pel descobriment. que la dona freqüenta habitualment la casa de cites infame de la senyora Fonés i turmenta els dubtes sobre si realment li retorna els sentiments.

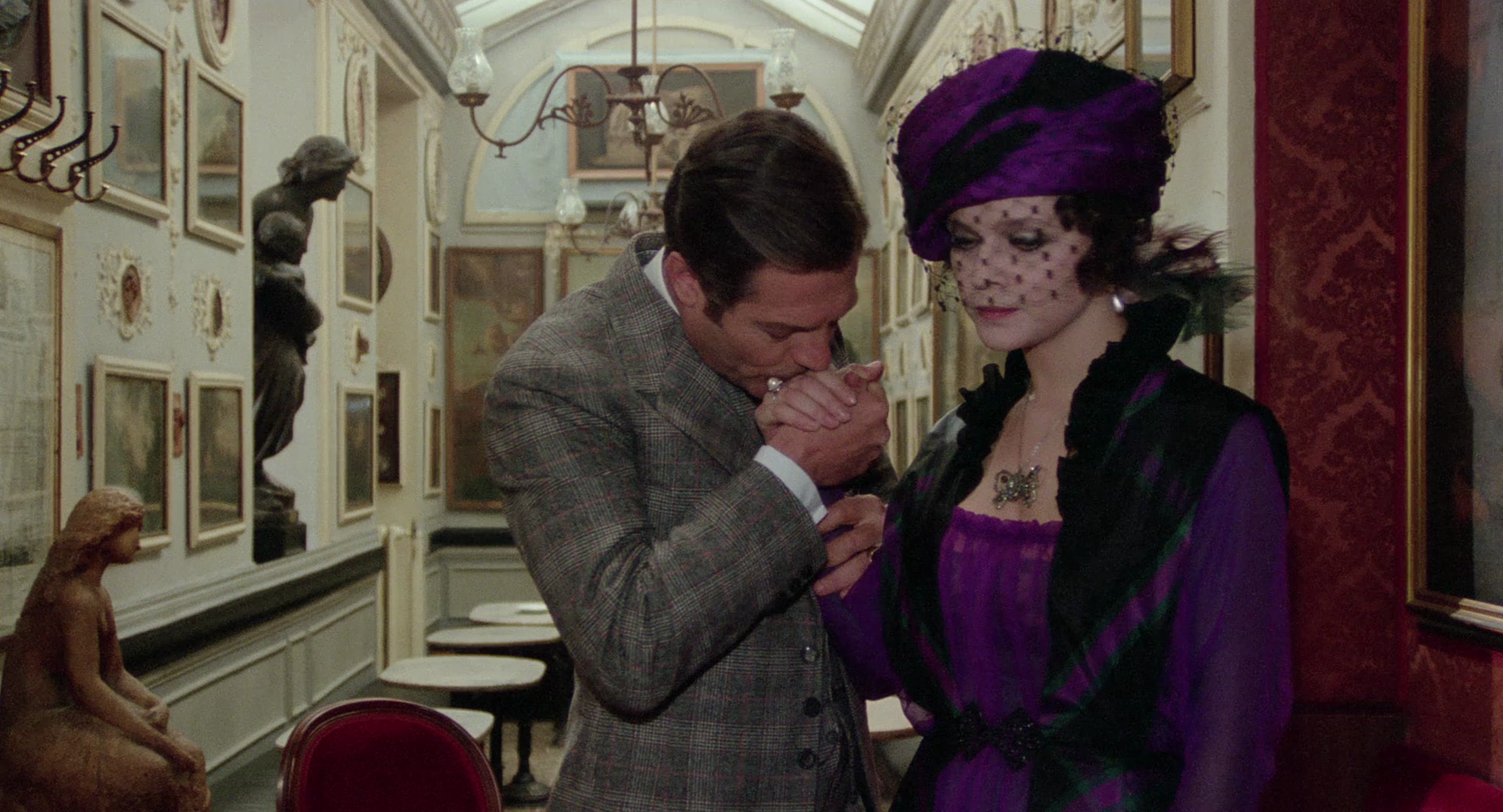
El marquès Barra (Marcello Mastroianni)

Daniele, furiós, fins i tot té previst enverinar la seva amant, però es rendeix a l'últim moment perquè la seva profunda atracció per la dona preval sobre el seu sentit de deshonor. Quan aleshores descobreix que l'home que la va violar, quan només tenia quinze anys, i després que una relació perversa l'introduís en la prostitució de luxe, és una persona molt coneguda per ell, fins i tot el seu cosí, el marquès Michele Barra, decideix planificar una venjança refinada contra el parent noble: obliga a Manuela a apropar-se a l'odiat perseguidor del passat i a fingir interès per ell, només per frustrar-lo repetidament i demostrar-li la força de l'actual vincle d'amor sincer amb Bagnasco.
Tanmateix, el pla no es desenvolupa com esperava el seu autor, perquè Barra, tornant a veure la seva antiga amant/víctima, admet que lamenta haver-la llençat, molts anys abans, i la Manuela està disposada a creure'l i a iniciar una nova relació amb ella. Bagnasco, per tant, sense saber-ho, va obrir el camí a la traïció contra ell.
Quan Daniele descobreix que les trobades entre Manuela i Barra no es limiten a les curosament organitzades per ell i que la relació entre ambdós ja és de coneixement públic, s'enfronta a la seva amant, que tanmateix ho nega tot i acusa els amics del duc d'inventar-s'ho i només difondre calúmnies. Però ja ha visitat els llocs de trobades clandestines i ha pogut comprovar que els rumors corresponen a la realitat.
Manuela, atrapada entre les atencions conflictives dels dos aristòcrates, ja no aguanta la situació i fuig a París. Mentre que Barra no té cap dificultat per superar la pèrdua i està disposat a vestir la camisa negra per unir-se al naixent feixisme, el desesperat Bagnasco, després d'intentar en va superar el dolor adormint-se amb cocaïna i morfina, s'acaba disparant un tret al cap.

## Repartiment
- Laura Antonelli: Manuela Roderighi
- Terence Stamp: duc Daniele di Bagnasco
- Marcello Mastroianni: marquès Michele Barra
- Michele Placido: Martino Ghiondelli
- Duilio Del Prete: comte Armellino
- Ettore Manni: professor Marco Pisani
- Carlo Tamberlani: Pasqualino, majordom del duc
- Cecilia Polizzi: ex amant del duc
- Piero Di Iorio: cambrer del duc
- Marina Berti: tia deManuela
- Doris Duranti: Fernanda Fonés
- Corrado Annicelli:

Alguns autèntics aristòcrates són presents com a figurants a la pel·lícula: el príncep Gaetano Torlonia, la marquesa Berlingieri, el príncep Lanza di Trabia, la princesa Rita Jussupov, la duquessa Paula Martinez i Cabrera.

## Crítica

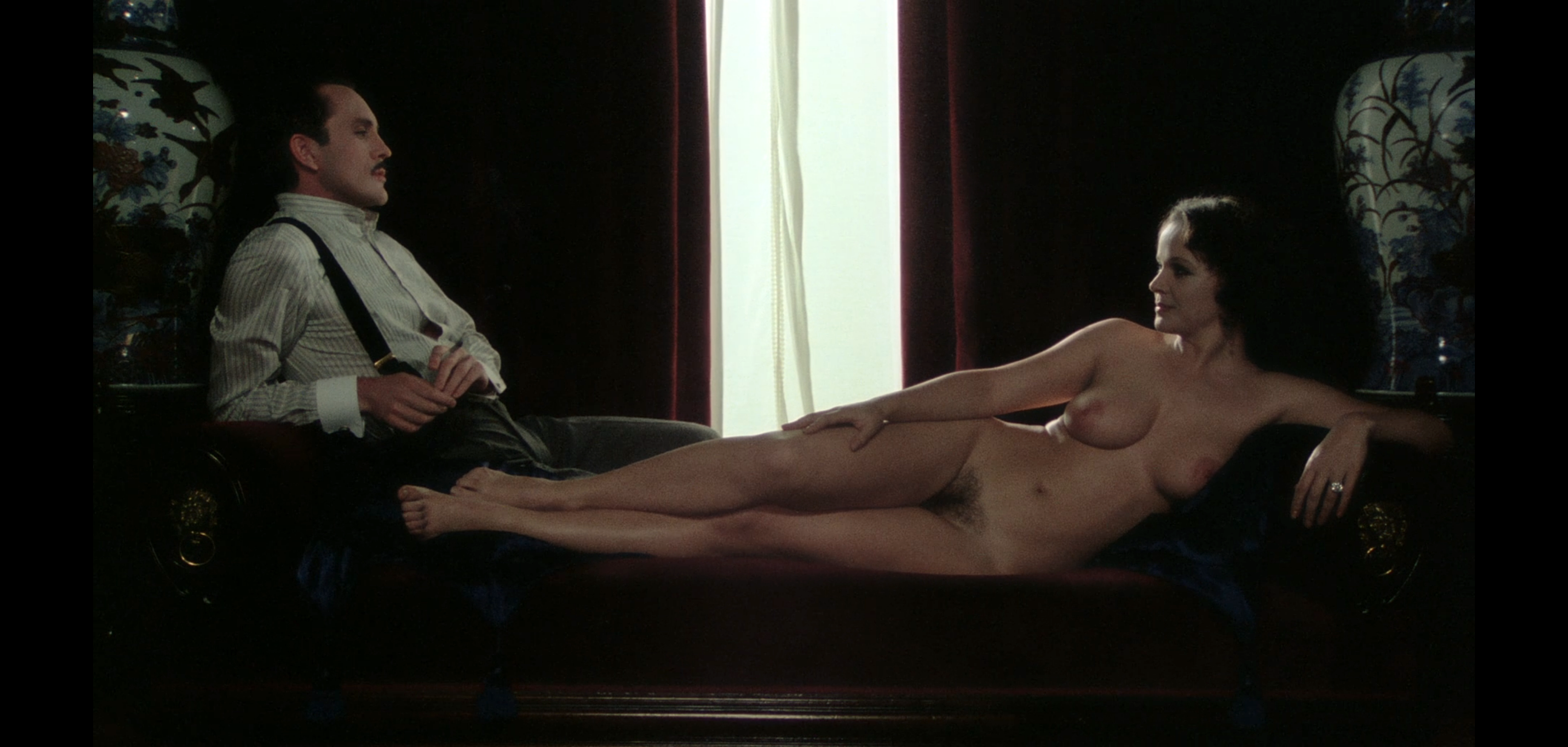
Mostra nua de l’Antonelli

El Dizionario Mereghetti defineix la pel·lícula com una «reinterpretació cal·ligràfica i redundant de la novel·la», a la qual, però, no li falta la ironia i l'intent de donar un valor feminista als fets de la protagonista, modificant el tràgic final de la novel·la.
Pel Dizionario Morandini és un «cinema molt fet a mida […] un espectacle de titelles estòlid i tragicòmic, sumptuosament moblat, que es pren molt seriosament».
Antonelli és jutjada "inescoltable", incapaç de donar profunditat al seu personatge.

## Reconeixements
- 1976 - Nastro d'argento
  - Millor escenografia a Fiorenzo Senese
  - Millori vestuari a Gabriella Pescucci